# Live in Concert 2006
Live in Concert 2006 is een livealbum van Brendan Pollard. Pollard was te gast bij het E-Livefestival versie 2006, georganiseerd door Groove Unlimited. De concerten vonden destijds plaats in de auditorium van de TU Eindhoven. Pollard speelde elektronische muziek uit de Berlijnse School voor elektronische muziek.

## Musici
- Brendan Pollard – synthesizers, elektronica

## Muziek
Alle van Brendan Pollard

| Nr. | Titel                          | Duur  |
| --- | ------------------------------ | ----- |
| 1.  | Aquatic caplet                 | 26:25 |
| 2.  | Fluxy, Flangley, Phasey Bollox | 25:17 |

| Nr. | Titel                                  | Duur  |
| --- | -------------------------------------- | ----- |
| 1.  | Radiant transmission (Pollard, Palmer) | 33:39 |
| 2.  | Ode to ...                             | 8:50  |
| 3.  | Detox                                  | 15:09 |

Track 2 van cd2 is opgenomen in mei 2006, track 3 in september 2010, dus niet tijdens genoemd concert.